# Markus Schulz
Pour les articles homonymes, voir Schulz.
Markus Schulz, né le 3 février 1975 à Eschwege, est un disc jockey et producteur de musique allemand. Son style musical de prédilection est la trance. Il réside à Miami.

## Biographie
Schulz joue dans de nombreuses soirées telles que Avalon Hollywood, Club Space, Green Valley, Ministry of Sound, Ruby Skye et Zouk. Il mixe lors de grands événements incluant Electric Daisy Carnival, Electric Zoo, Monster Massive, Together As One, Ultra Music Festival, Amsterdam Dance Event, Nature One, Dance Valley, Love Parade, Global Gathering, Creamfields, ETD Pop, Trance Energy 2010, Bang Music Festival, Future Music Festival, Bal en Blanc, aux épisodes 250, 300, 350, 400, 450, 500, 550, 600 et 650 (sous le nom de New World Punx) de A State of Trance et Summafieldayze. En 2013, Markus Schulz lance une tournée nord-américaine Scream avec The M Machine. Une seconde tournée similaire est lancée en avril 2014 de l'album Scream 2.
Le 28 octobre 2010, DJ Magazine annonce les résultats de leur Top 100 annuel, plaçant Markus Shulz à la huitième place des meilleurs disc jockeys. En 2013, il est placé 21e.
En septembre 2012, Schulz est récompensé DJ numéro un du DJ Times américain.
Le 1er janvier 2018, lors de son set du nouvel an de 10 heures "Open To Close" dans le club Avalon de Los Angeles, il a demandé la main de sa petite amie de longue date Adina Butar.

## Discographie

### Albums studio
- 2005 : Without You Near[8]
- 2007 : Progression
- 2009 : Thoughts Become Things
- 2010 : Do You Dream?
- 2011 : Thoughts Become Things II
- 2012 : Scream
- 2014 : Scream 2
- 2016 : Watch The World

### Albums remix
- Progression Progressed - The Remixes (2008, Armada Music)
- Dakota – Thoughts Become Things II (The Remixes) (13 janvier 2012, Armada Music)
- Do You Dream? - The Remixes (2011, Armada Music)

### Compilations
- Coldharbour Sessions (2004, Armada Music)[8]
- Miami '05 (2005, Moist Music)[8]
- Ibiza '06 (2006, Moist Music)[9],[10]
- Amsterdam '08 (2008, Armada Music)[11]
- Toronto '09 (2009, Armada Music)[8]
- Armada At Ibiza - Summer 2008
- Las Vegas '10 (2010, Armada Music)[8]
- Prague '11 (2011, Armada Music)[8]
- Los Angeles '12 (2012, Armada Music)[8]
- Best of 2012: World Tour Compilation (15 décembre 2012)[12]
- A State Of Trance 600 MEX (#ASOT600) 2013
- Buenos Aires '13 (2013, Armada Music)[8]

### Singles
| - 1998 Markus Schulz - You Won’t See Me Cry - 1999 Dakota - Swirl - 2002 Dakota - Frozen Time - 2002 Dakota - Lost in Brixton - 2002 Dakota - Jah Powah - 2002 Dakota - Zero Gravity - 2002 Dakota - Sunshine Yellow - 2003 Dakota - Abandoned in Queens - 2003 Markus Schulz presents Elevation - Clear Blue - 2004 Markus Schulz presents Elevation - Largo - 2004 Markus Schulz presents Elevation - Somewhere - 2005 Markus Schulz featuring Anita Kelsey - First Time - 2005 Markus Schulz and Departure with Gabriel & Dresden - Without You Near - 2006 Markus Schulz featuring Carrie Skipper - Never be the Same Again - 2007 Markus Schulz vs. Chakra - I Am - 2007 Markus Schulz - Fly to Colors - 2007 Dakota - Amsterdam - 2007 Dakota - Progression - 2008 Dakota - Hypnotic - 2008 Markus Schulz featuring Departure - Cause You Know - 2008 Markus Schulz featuring Dauby – Perfect - 2008 Markus Schulz vs. Andy Moor - Daydream - 2008 Markus Schulz - The New World - 2009 Dakota - Chinook - 2009 Dakota - Johnny the Fox - 2009 Dakota - Sin City - 2009 Markus Schulz - Do You Dream - 2009 Dakota - Roxy ’84 - 2009 Dakota - Koolhaus - 2009 Dakota - Steel Libido - 2009 Dakota - Mr. Cappuccino - 2010 Markus Schulz featuring Khaz - Dark Heart Waiting - 2010 Markus Schulz featuring Justine Suissa - Perception - 2010 Markus Schulz - Rain - 2010 Markus Schulz featuring Jennifer Rene - Not the Same - 2010 Markus Schulz - Future Cities - 2011 Dakota - Sinners - 2011 Markus Schulz & Jochen Miller - Rotunda - 2011 Dakota - Sleepwalkers - 2011 Dakota - Katowice - 2011 Dakota - Saints - 2011 Dakota - In a Green Valley - 2011 Markus Schulz - Digital Madness (Transmission 2011) | - 2012 Markus Schulz & Dennis Sheperd - Go! - 2012 Markus Schulz & Ferry Corsten - Loops & Tings - 2012 Markus Schulz & Adina Butar - Caught - 2012 Markus Schulz & Seri - Love Rain Down On Me - 2012 Markus Schulz & Ferry Corsten - Stella - 2012 Markus Schulz featuring Ana Diaz - Nothing Without Me - 2013 Armin van Buuren & Markus Schulz - The Expedition - 2013 Markus Schulz - The Spiritual Gateway (Transmission 2013) - 2013 New World Punx - Romper - 2013 Markus Schulz & Sarah Howells - Tempted - 2013 Markus Schulz - Remember This - 2013 Markus Schulz & Elevation - Machine of Transformation (Transmission 2013) - 2014 Dakota - CLXXV - 2014 Markus Schulz - Destino - 2014 Markus Schulz - Seven Sins (Transmission 2013) - 2014 Markus Schulz featuring Lady V - Winter Kills Me - 2015 Markus Schulz - Golden Gate - 2015 Markus Schulz - Bayfront - 2015 Markus Schulz - Bine Facut - 2015 Markus Schulz - This Generation - 2015 Markus Schulz featuring Delacey - Destiny - 2015 Markus Schulz - Lost in the Box - 2015 Markus Schulz & Vassy - Tomorrow Never Dies - 2015 Markus Schulz - Daybreak - 2015 Markus Schulz - Avalon - 2015 Dakota - Cathedral (Montreal) - 2015 Markus Schulz - Dancing In The Red Light - 2015 Markus Schulz & Nifra - The Creation (Transmission 2015) - 2015 Markus Schulz & Fisherman & Hawkins - Gotham Serenade - 2016 Markus Schulz featuring Ethan Thompson - Love Me Like You Never Did - 2016 Markus Schulz featuring Mia Koo - Summer Dream - 2016 Markus Schulz - Sesterius - 2016 Markus Schulz - The Lost Oracle (Transmission 2016) - 2017 Markus Schulz featuring Brooke Tomlinson - In The Night - 2017 Dakota and Koan Groeneveld - Mota-Mota - 2017 Dakota featuring Bev Wild - Running Up That Hill - 2017 Markus Schulz & Cosmic Gate - AR - 2017 Dakota - In Search of Something Better - 2017 Markus Schulz featuring Adina Butar - New York City (Take Me Away) - 2017 Dakota - The Spirit of the Warrior - 2018 Markus Schulz & Emma Hewitt - Safe From Harm - 2018 Markus Schulz & JES - Calling For Love - 2018 Markus Schulz & Sebu - Upon My Shoulders |

### Remixes
| - 1993 Sagat - Why Is It? Funk Dat - 1993 The Movement - Shake That - 1994 Glenn "Sweet G" Toby - I Can Tell - 1994 Sweet Sable - Old Times' Sake - 1994 Transglobal Underground - Temple Head - 1994 2 Unlimited - Throw The Groove Down - 1994 Sandra Bernhard - You Make Me Feel - 1995 Amber McFadden - Do You Want Me - 1995 Truce - Pump It - 1995 Real McCoy - Come And Get Your Love - 1995 Bette Midler - To Deserve You - 1995 Backstreet Boys - We've Got It Going On - 1996 Lina Santiago - Feels So Good (Show Me Your Love) - 1996 Backstreet Boys - Get Down (You're The One For Me) - 1996 Technotronic - Move It To The Rhythm - 1996 Madonna - Love Don't Live Here Anymore - 1996 Liz Torres - Set Yourself Free - 1996 Armand Van Helden - The Funk Phenomena - 1996 James Newton Howard - Theme from ER - 1996 Backstreet Boys - We've Got It Going On - 1997 RuPaul - A Little Bit of Love - 1997 Groove Junkies - - 1997 Poe - Hello - 1997 e-N Feat. Ceevox - That Sound - 1997 Tilly Lilly - Roller Coaster - 1997 Electronic - Second Nature - 1997 Blue Amazon - No Other Love - 1997 LNR - Work It To The Bone - 1998 Cynthia - If I Had The Chance - 1998 Vertigo Deluxe - Out of My Mind - 1998 The B-52's - Debbie - 1999 Everything but the Girl - Lullaby of Clubland - 1999 Dream Traveler - Time - 2000 Himmel - Celebrate Life - 2000 Masters of Balance - Dreamworld - 2000 Pablo Gargano - Eurogoal - 2000 PQM - The Flying Song - 2000 Aaron Lazarus - Your Time Will Come - 2001 Pablo Gargano - Absolution - 2001 Carissa Mondavi - Solid Ground - 2001 Rouge - Jingalay - 2001 Daniel Ash - Burning Man - 2001 Fatboy Slim - Sunset (Bird of Prey) - 2001 Luzon - Manilla Sunrise | - 2001 Book of Love - I Touch Roses - 2002 Miro - By Your Side - 2002 Télépopmusik – Breathe - 2003 Motorcycle - As The Rush Comes - 2003 Jewel - Intuition - 2003 Karada - Last Flight - 2003 Billy Paul Williams - So In Love - 2003 Jewel - Stand - 2004 Aly & Fila - Spirit Of Ka - 2004 George Hales - Autumn Falls - 2004 Solid Globe - Sahara - 2004 Filterheadz - Yimanya - 2004 Plastic Angel - Distorted Reality - 2004 Clubbervision - Dream Off - 2004 Kobbe & Austin Leeds - Fusing Love - 2004 Airwave - Ladyblue - 2004 Myth - Millionfold - 2004 OceanLab - Satellite - 2004 Piece Process - Solar Myth (Markus Schulz Breaks Mix) - 2004 Space Manoeuvres - Stage One - 2004 Deepsky - Talk Like a Stranger - 2004 Whirlpool - Under the Sun - 2004 Mark Otten – Tranquility - 2005 Tomonari & Tommy Pi - C Sharp 2005 - 2005 Ridgewalkers - Find - 2005 Departure - She Turns - 2005 Nalin & Kane - Open Your Eyes (The Child You Are) - 2006 Kyau & Albert - Are You Fine? - 2006 Eluna - Severance - 2006 Yoshimoto - Du What U Du - 2007 Kamera - Lies - 2007 Andrew Bennett - Menar - 2007 Joop - The Future - 2008 Destination X - Dangerous - 2008 John O'Callaghan feat. Audrey Gallagher - Big Sky - 2008 Rank 1 - Airwave - 2008 Sia - Buttons - 2008 Mike Foyle - Bittersweet Nightshade - 2009 Dance 2 Trance - Power of American Natives - 2009 Jester Music feat. Lavoie - Dressed in White - 2009 Cosmic Gate - Sign of the Times - 2009 Ferry Corsten - Brain Box - 2010 Cosmic Gate - The Drums |